# Oineo (re di Cizico)
Oineo (in greco antico: Οἰνεύς?, Oineus) o Eneo è un personaggio della mitologia greca, re di Cizico.

## Mitologia
Di Oineo re di Cizico non si sa molto se non che fu amico e compagno di Eracle nelle sue prime imprese. Sposò la trace Enete, sorella del grande condottiero Acamante e morì ancora giovane, lasciando il trono al figlio adolescente Cizico a cui aveva dato lo stesso nome della capitale del suo regno.